# 네오 아키리
네오 아카리(일본어: 根尾 あかり, 1998년 11월 19일~)는 일본의 AV여배우이다.
2020년 ' 월간 FANZA ' 4월호에서 발표된 '이 AV 여배우가 대단하다! 2020 겨울'에서는 표창 대상이 아니지만 여배우 종합 부문의 식자 투표 1위를 획득했다.